# Interjurassische Versammlung
Die Interjurassische Versammlung (IJV, französisch Assemblée interjurassienne, AIJ) war ein politisches Gremium der Schweiz, das speziell für die Beilegung des Jurakonflikts (siehe auch Jurafrage) gebildet wurde.
Die Versammlung wurde 1994 durch eine Vereinbarung zwischen dem Schweizer Bundesrat und den Kantonen Bern und Jura gebildet. Ende 2017 wurde sie aufgelöst.

## Aufgaben
Die Interjurassische Versammlung sollte den Dialog über die Zukunft der jurassischen Gemeinschaft fördern. Dieser Dialog fand statt zwischen den verschiedenen Kreisen und Organen des Kantons Jura und des Berner Juras sowie zwischen den Jurassiern auf beiden Seiten der Kantonsgrenzen. Basierend auf diesem Dialog, sollte die Versammlung Vorschläge für eine verstärkte Zusammenarbeit zwischen dem Kanton Jura und dem Berner Jura ausarbeiten.
Konkret wurde die Versammlung mit einer Studie über die institutionelle Zukunft der jurassischen Region beauftragt. Dieser Auftrag erfolgte am 7. September 2005 durch die Regierungen der Kantone Bern und Jura unter der Ägide des Bundesrates. Die Arbeiten zur Studie wurden im August 2006 aufgenommen. Der Auftrag umfasste drei Teile:
- eine Studie über ein neues politisches Kantonsgebilde mit sechs Bezirken
- eine Studie über die Auswirkungen der direkten Partnerschaft, die sich aus den gemeinsamen interjurassischen Institutionen und dem Sonderstatut des Berner Juras ergeben
- eine Studie über andere prüfenswerte Möglichkeiten, die von der IJV ausgemacht werden

## Ergebnisse
Am 22. April 2009 stellte die Interjurassische Versammlung ihren Schlussbericht vor. Darin wurden zwei Modelle zur Diskussion gestellt: ein leicht veränderter Status quo (Status quo+) oder die Bildung eines neuen Kantons.

## Präsidenten
- 1994–1997: René Felber
- 1997–2002: Jean-François Leuba
- 2002–2010: Serge Sierro
- 2011–2017: Dick Marty